# Acker-Glockenblume
Die Acker-Glockenblume (Campanula rapunculoides) ist eine Pflanzenart aus der Gattung der Glockenblumen (Campanula) in der Familie der Glockenblumengewächse (Campanulaceae).

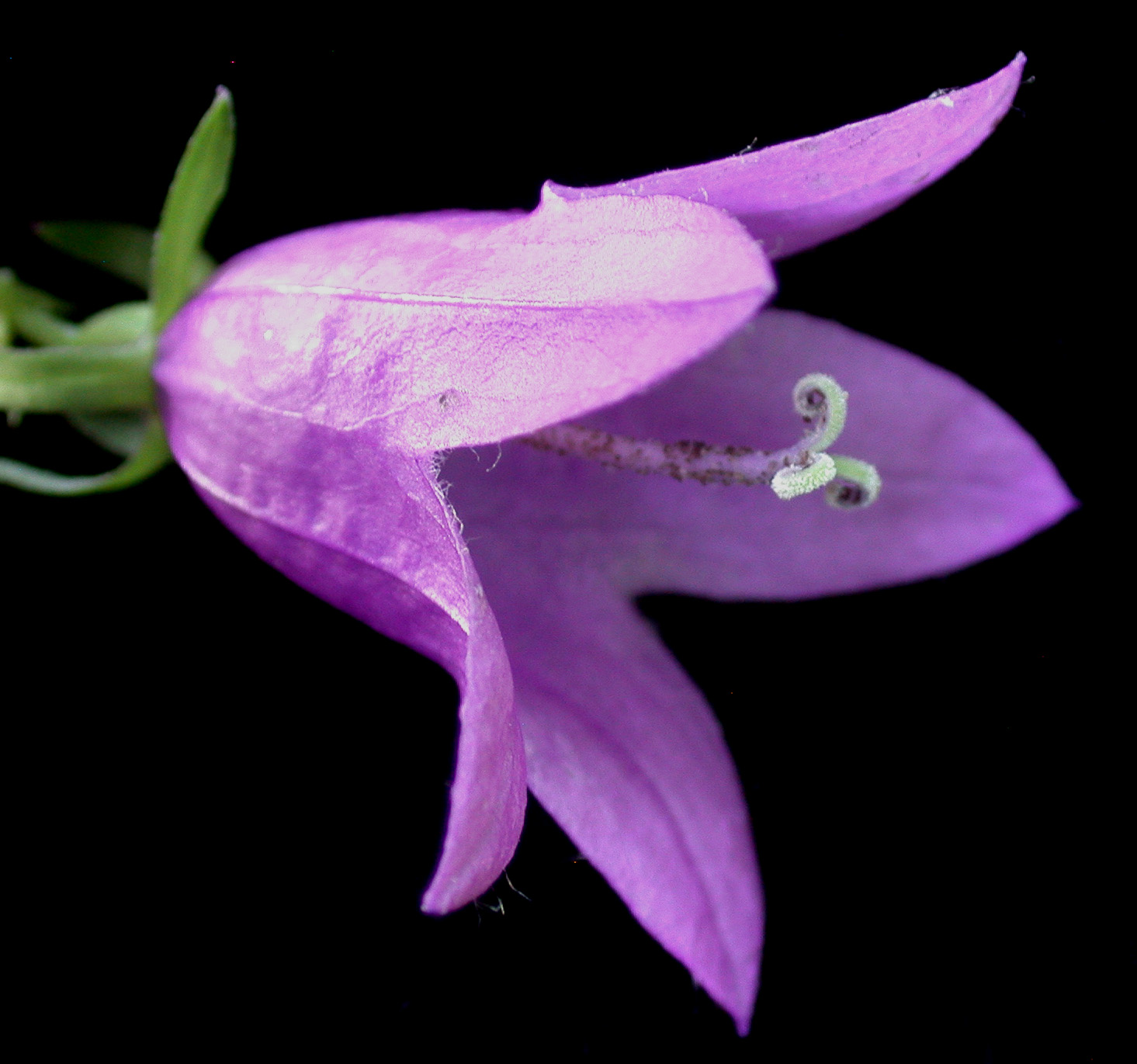
Blüte

## Beschreibung
Die Acker-Glockenblume ist eine ausdauernde, krautige Pflanze, ein Hemikryptophyt. Sie bildet häufig rübenartig verdickte Wurzeln, stets jedoch unterirdische Ausläufer. Die Pflanzen werden 30 bis 80 cm hoch, an ihren kahlen oder kurz rauhaarigen, stumpfkantigen Stängeln stehen nach oben hin die Blätter mit immer kürzeren Blattstielen, die obersten Blätter sind sitzend. Die Grundblätter fehlen zur Blütezeit, sie sind herzförmig bis dreieckig, spitz gekerbt und gestielt. Die unteren Stängelblätter sind schmal herzförmig, gestielt und über 2 cm breit. Die oberen Stängelblätter sind lanzettlich, kurz gestielt bis sitzend. Die Blätter sind an der Unterseite grün und kurzhaarig.

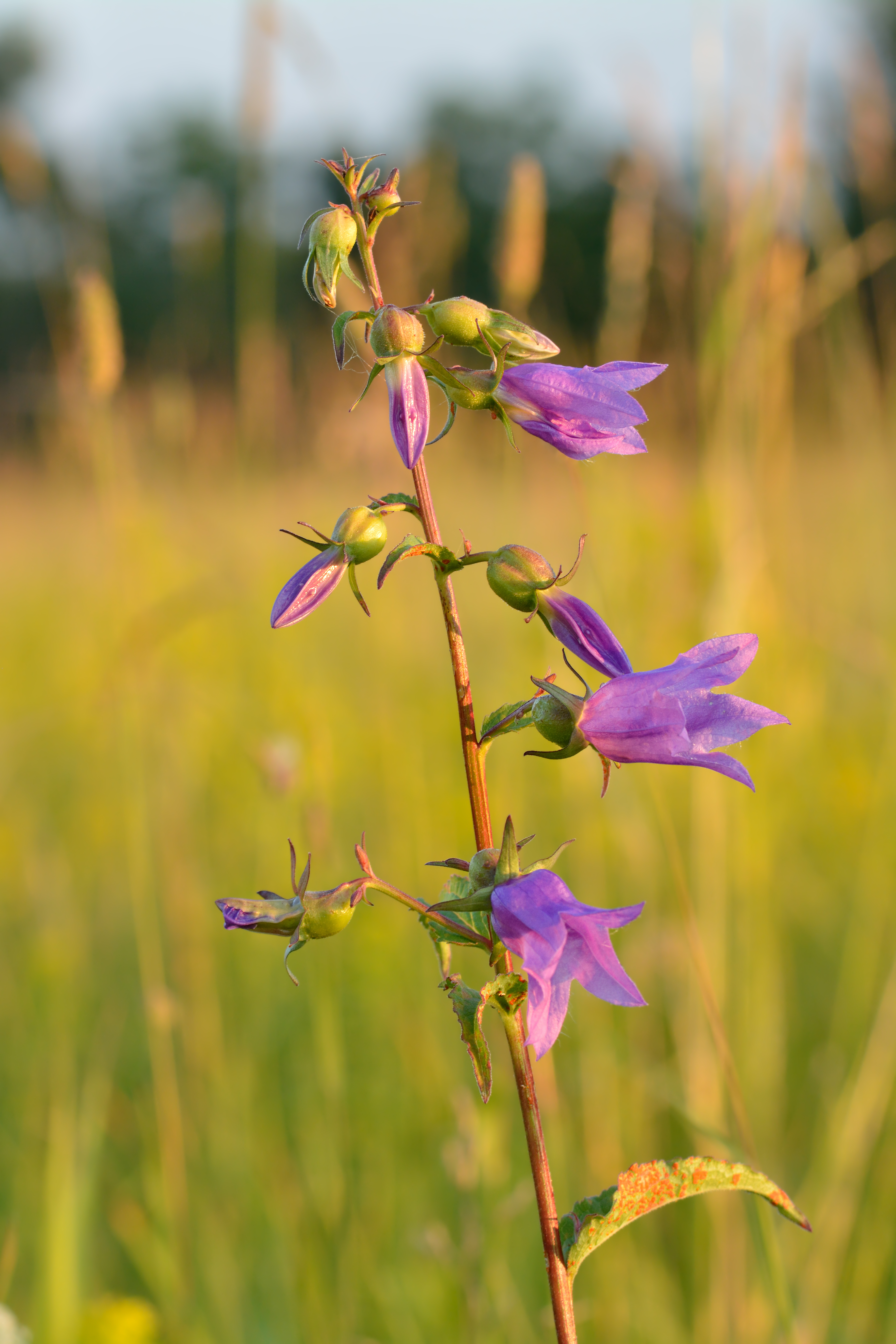
Blütenstand

Die Blüten stehen einzeln in einseitswendigen Trauben. Sie sind 2 bis 3 cm lang, kurz gestielt und kräftig blau-violett. Die Tragblätter unterscheiden sich deutlich von den Laubblättern, sind wesentlich kleiner als diese und überragen die Blüten nur wenig. Die Kelchblätter sind lanzettlich bis eiförmig-lanzettlich, ganzrandig, am Grund bis zu 2,5 mm breit und abspreizend bis zurückgekrümmt. In den Buchten zwischen den Kelchblättern gibt es keine Anhängsel. Die Krone ist fast bis zur Mitte gespalten, die Kronzipfel sind leicht bewimpert, die Krone ist am Grund nicht gefältelt. Blütezeit ist Juni bis September.
Die Früchte sind nickend, kurz behaart und öffnen sich nahe dem Grund mit drei Poren (porizide Kapselfrucht).
Die Chromosomenzahl beträgt 2n = 68 oder 102.

## Verbreitung
Die Acker-Glockenblume ist beheimatet von Europa bis zum Iran und bis West-Sibirien. In Europa kommt sie in fast allen Ländern vor. Sie fehlt nur in Portugal, Island, Nordmazedonien und im europäischen Teil der Türkei. In Großbritannien, Irland, Norwegen, Schweden und Finnland kommt sie nicht natürlich, sondern nur eingeschleppt vor.
Sie wächst am Saum sonniger Büsche, in lichten Laub- und Kiefernwäldern, an Wald- und Wegrändern und Äckern, bevorzugt in halbschattigen, trockenen bis frischen Standorten. Sie ist eine Charakterart des Verbands Geranion sanguinei, kommt aber auch in Gesellschaften der Verbände Berberidion, Erico-Pinion oder der Ordnung Quercetalia pubescentis, seltener auch des Verbands Caucalidion lappulae vor. In den Allgäuer Alpen steigt sie im Tiroler Teil bei Madaun am Schneidbach oberhalb Köglen bei Elbigenalp bis zu einer Höhenlage von 1600 Metern auf. Die ökologischen Zeigerwerte nach Landolt et al. 2010 sind in der Schweiz: Feuchtezahl F = 2 (mäßig trocken), Lichtzahl L = 3 (halbschattig), Reaktionszahl R = 4 (neutral bis basisch), Temperaturzahl T = 4 (kollin), Nährstoffzahl N = 3 (mäßig nährstoffarm bis mäßig nährstoffreich), Kontinentalitätszahl K = 4 (subkontinental).
Die Pflanze ist in Mitteleuropa ein sogenannter Apophyt, da die ursprünglich im Wald heimische Art auf anthropogene Standorte wechselte, als in Mitteleuropa vor etwa 7.000 Jahren Wälder durch Menschen gerodet wurden, um Platz für Äcker zu schaffen. Diese Standorte waren offener als die meisten natürlichen und sie wurden regelmäßig gestört und boten damit der Acker-Glockenblume optimale Lebensbedingungen.

## Taxonomie und Systematik
Die Acker-Glockenblume wurde 1753 von Carl von Linné in Species Plantarum Band 1 Seite 165 als Campanula rapunculoides erstbeschrieben. 
Man kann folgende Unterarten unterscheiden:
- Campanula rapunculoides subsp. cordifolia (K.Koch) Damboldt: Sie kommt von der nördlichen und östlichen Türkei bis zum Kaukasus vor.[6]
- Campanula rapunculoides subsp. rapunculoides: Sie kommt von Europa bis zum Iran und bis Sibirien vor.[6]

## Trivialnamen
Für die Acker-Glockenblume bestehen bzw. bestanden, zum Teil auch nur regional, auch die weiteren deutschsprachigen Trivialnamen: Esswurzel (Eifel bei Bertrich), Mausöhrle (Memmingen), Milchglöckel (Schlesien) und Sauwurzel (Eifel bei Altenahr).